# 환경 방사능
환경 방사능은 사람의 생활 환경에 있는 모든 방사선이나 방사성 물질에 의한 방사능을 말한다. 방사선이 사람에 미치는 영향과 대책이 가장 중요한 문제가 된다.
돌이나 흙 속에 섞여 있는 방사성 물질, 공기 중에 있는 먼지, 물 속이나 채소, 과일, 물고기나 육류 따위 자연 환경을 이루는 모든 물질 속에서 발견된다. 또 텔레비전이나 전자렌지 같은 가전제품, 공항에서 보안검색 장치, 검진에 쓰이는 엑스선 장치, 암치료 장치, 그리고 원자력 발전소 따위에서 방출되는 방사선도 환경 방사능에 포함된다.
보통 사람이 생활하면서 피폭되는 자연방사선량은 년간 약 2.4 mSv 정도이다. 이 중 절반을 넘는 1.3 mSv 정도의 자연방사선량을 라돈에 의해 피폭받게 된다.

## 역사
방사선은 지구의 탄생과 더불어 환경 중에 천연상태로 이미 존재하여 왔으며 인공 방사선은 19세기 말에 새로 발견된 방사성 물질로부터 시작되어, 인류가 1960년대에 대규모로 실시하였던 핵실험으로 인하여 인공적으로 생성된 방사성물질이 지구 대기권으로 확산되어 주변 환경의 방사능 준위와 분포가 현재와 같이 된 것이다. 또한 사람들의 생활수준 향상과 더불어 증가된 주변 환경오염에 대한 관심은 1986년 체르노빌 원전사고를 계기로 방사선으로 인한 환경 및 식품오염에 대한 우려로 더 확대되고 있다.

### 인공방사선

방사능 물질이 대기를 통해 사람에게 전달되는 과정을 그린 그림

## 분석 대상
- 국토 환경방사선: 공기, 강수, 상수, 토양, 지표수, 지표식물
- 해양방사능: 해수, 어류, 패류, 해조류 등 해양생물, 해저 퇴적물
- 원자력시설 부근: 방사선 조사, 방사능 분석

## 나라별 환경방사선량

### 대한민국
대한민국에서 환경방사선량은 지역과 자연현상에 따라 평상시 대략 50 ~ 300 nSv/h 범위로 움직인다.

## 같이 보기
- 아톰케어